# 坂倉準三
坂倉 準三（さかくら じゅんぞう、1901年（明治34年）5月29日 - 1969年（昭和44年）9月1日）は、日本の建築家。
ル・コルビュジエに師事し、モダニズム建築を実践した。1937年（昭和12年）のパリ万国博覧会では、日本館の設計を手がけ、日本のなまこ壁を思わせるデザインとモダニズムの理念を統合し、世界でも高い評価を受けた。
妻は西村伊作の次女の坂倉ユリ（1912-2007）。息子に同じく建築家の坂倉竹之助、孫にはヒップホップMCのSPHEREがいる。

## 経歴
- 1901年（明治34年） - 岐阜県羽島郡竹ヶ鼻町（現・羽島市）で酒蔵である千代菊の坂倉又吉の4男として生まれる。
- 1916年（大正5年） - 岐阜県立岐阜中学校に入学。
- 1920年（大正9年） - 第一高等学校文科入学。
- 1923年（大正12年） - 東京帝国大学文学部入学。
- 1927年（昭和2年） - 東京帝国大学文学部美学美術史学科美術史卒業。
- 1928年（昭和3年） - 兵役に就く。
- 1929年（昭和4年） - フランスに渡り、パリ工業大学で学ぶ。渡仏したのは徴兵を逃れるためであったという。
- 1931年（昭和6年） - 前川國男の紹介でル・コルビュジエの建築設計事務所に入る。
- 1936年（昭和11年） - 帰国。パリ万博の日本館建設のため、再びフランスへ。
- 1939年（昭和14年） - コルビュジエの仕事を手伝った後に帰国。西村伊作の次女のユリと結婚。ユリは加納久朗夫人を会長に「広尾クラブ」という文化サロンを開き、多くの文化人を招いて坂倉を支えた。
- 1940年（昭和15年） - 坂倉準三建築研究所（現・坂倉建築研究所）設立。この頃、小島威彦・仲小路彰らが創設したスメラ学塾にかかわり、川添紫郎（のちの「キャンティ (イタリア料理店)」オーナー）らと坂倉とで「スメラクラブ」という文化サロンを結成した[2]。坂倉の義父の西村伊作はスメラ思想にかぶれた婿の準三のことを、「一種の誇大妄想狂だ」と評している[3]。
- 1964年（昭和39年） - 日本建築家協会会長となる。
- 1969年（昭和44年） - 心筋梗塞のため68歳で没。正五位勲三等瑞宝章が贈られた。

## 主要作品

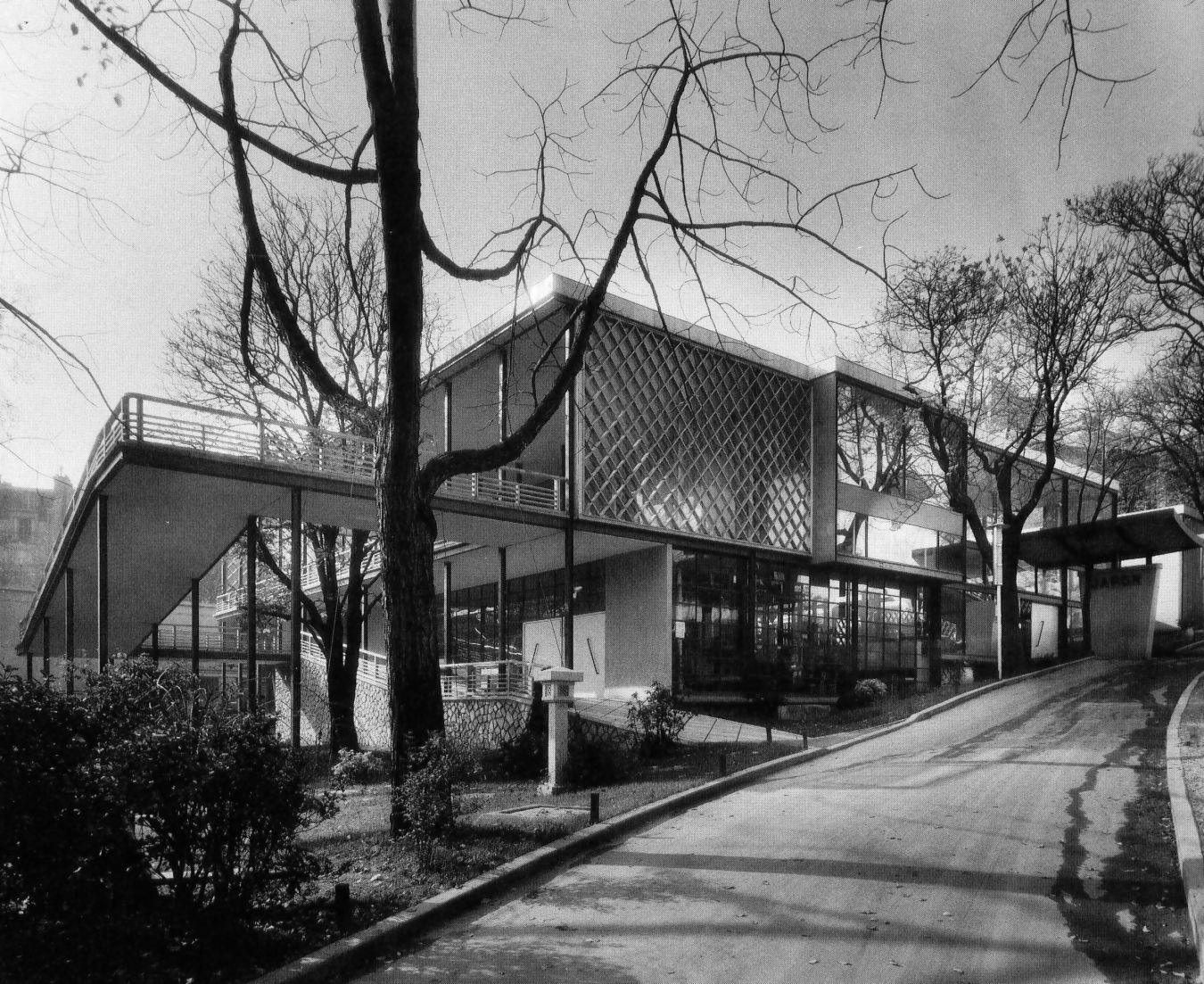
パリ万博日本館（1937年）
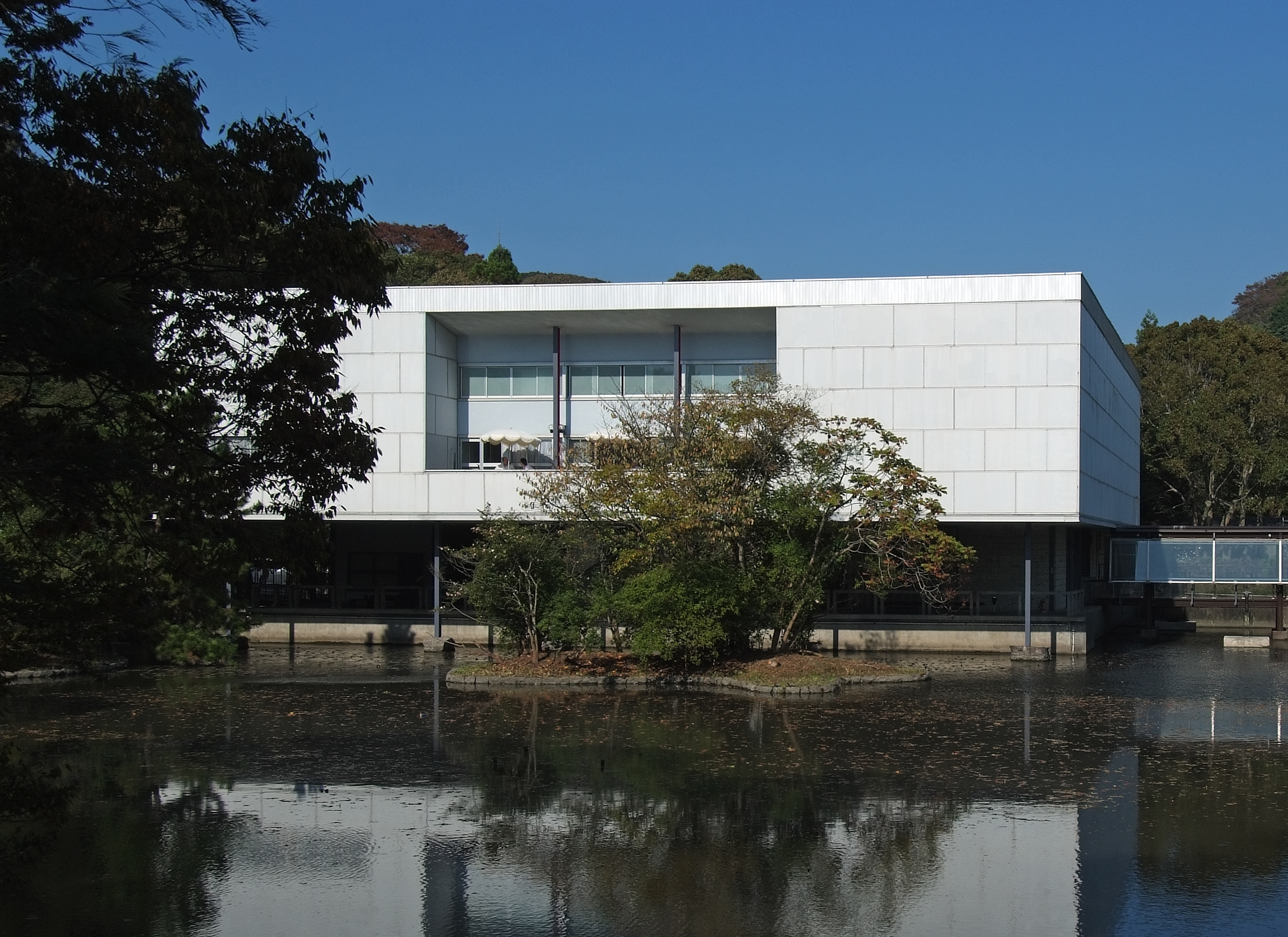
神奈川県立近代美術館（1951年）
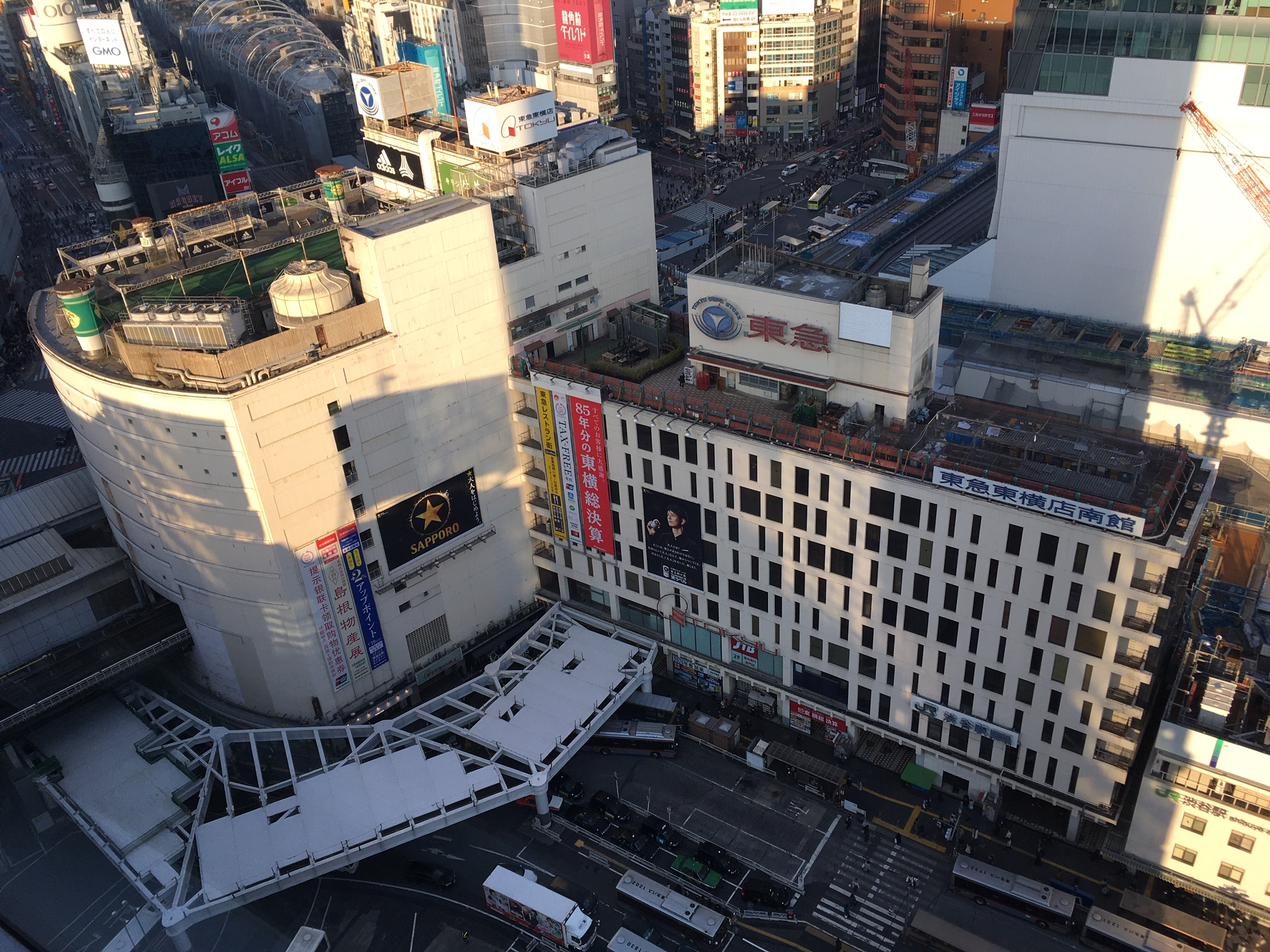
東急百貨店東横店の西館と南館（1954年）
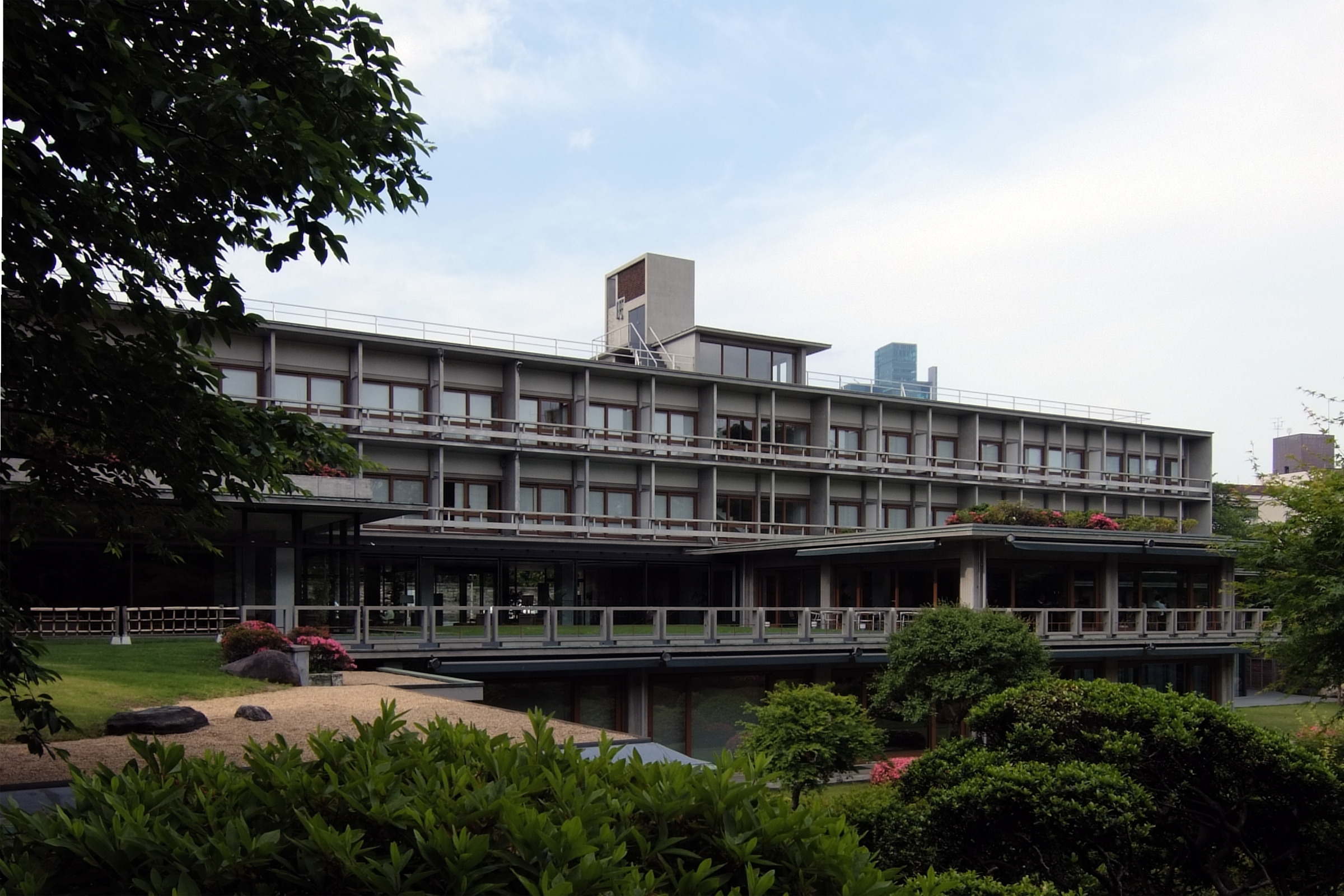
国際文化会館（1955年）
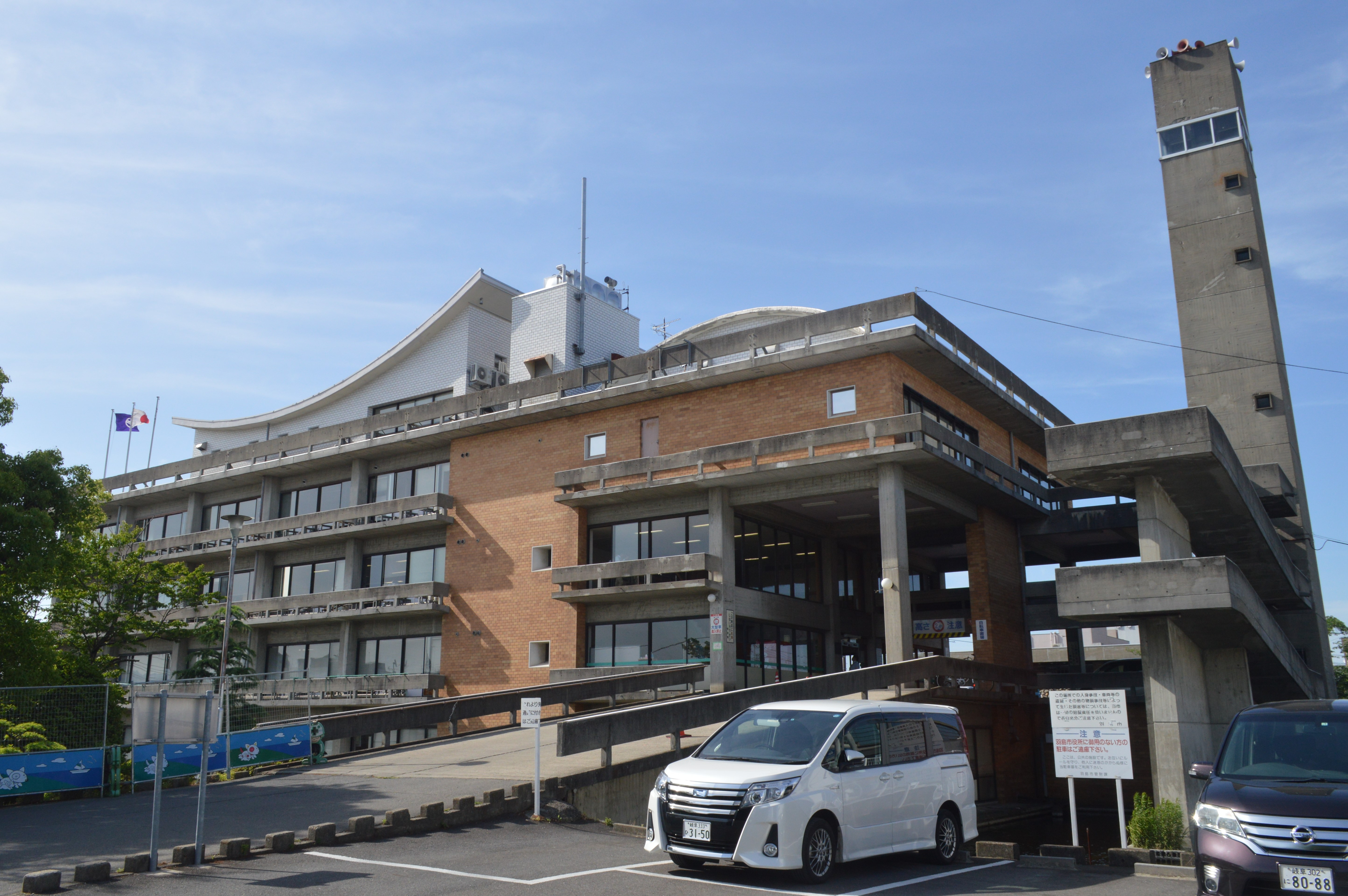
羽島市庁舎（1959年）
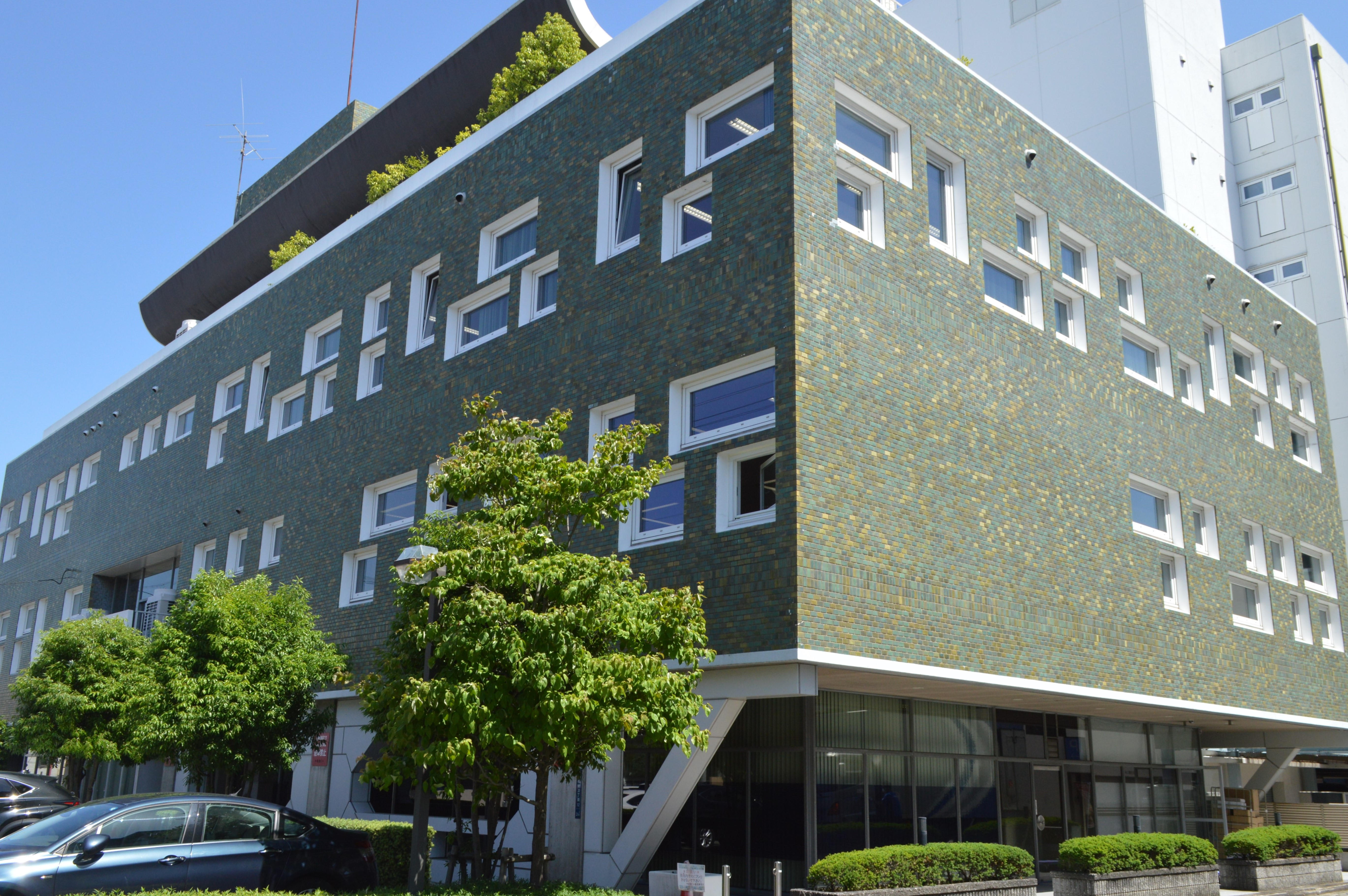
中産連ビル本館（1963年）
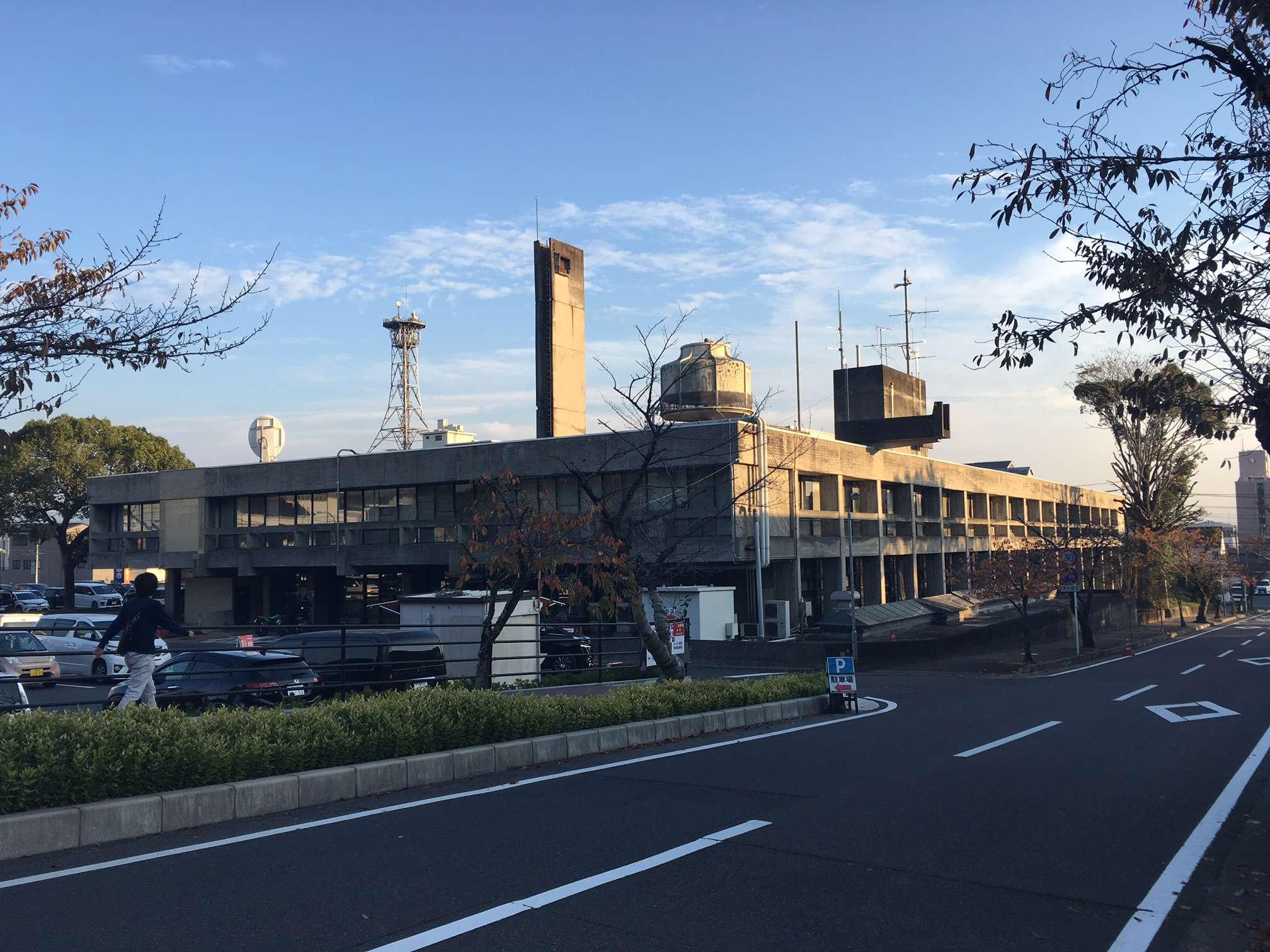
上野市庁舎（1964年）
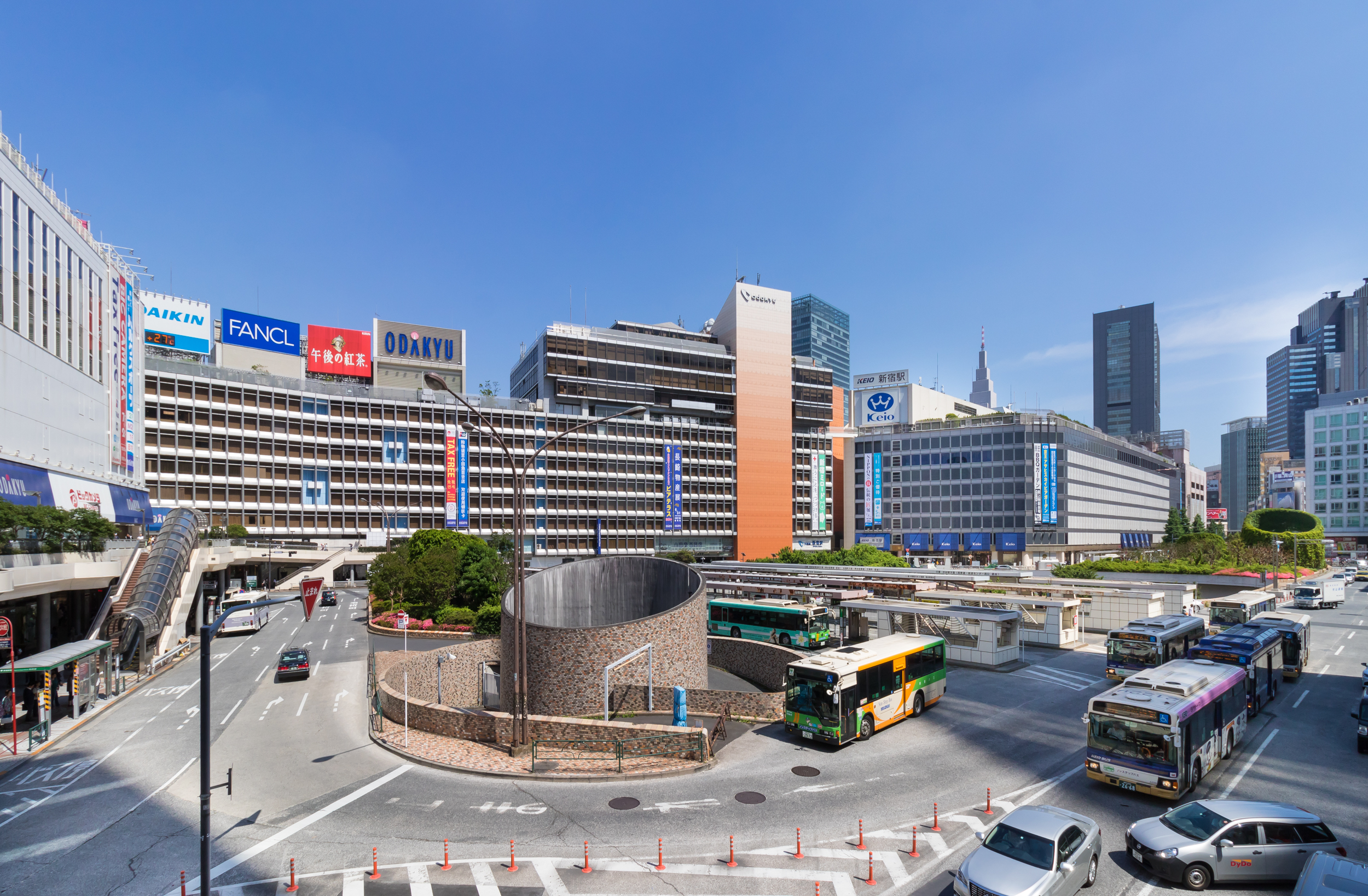
新宿駅西口広場（1966年）
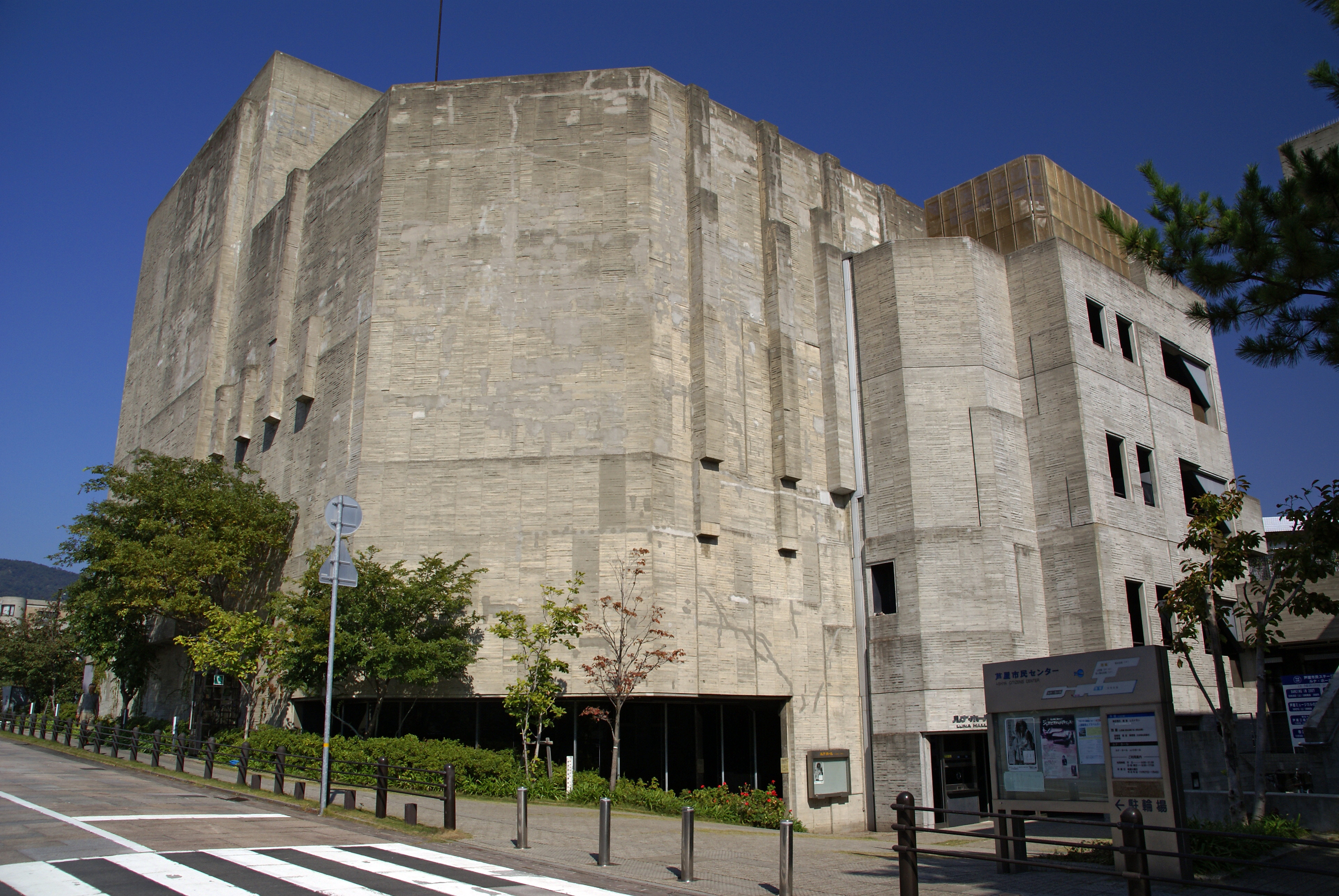
芦屋市民センター ルナ・ホール（1969年）

| 建造物名                               | 年     | 所在地             | 状態                 | 指定                       | 備考1                                                        |
| -------------------------------------- | ------ | ------------------ | -------------------- | -------------------------- | ------------------------------------------------------------ |
| パリ万博日本館                         | 1937年 | フランス・パリ     | 現存せず             |                            | [ 注 1 ]                                                     |
| 飯箸邸                                 | 1941年 | 長野県軽井沢町     | 移築                 | DOCOMOMO                   | 現・ドメイヌ・ドゥ・ミクニ                                   |
| 大阪スタヂアム                         | 1949年 | 大阪府大阪市浪速区 | 現存せず             |                            |                                                              |
| 神奈川県立近代美術館 鎌倉館本館        | 1951年 | 神奈川県鎌倉市     |                      | 重要文化財                 | 現・鎌倉文華館 鶴岡ミュージアム                              |
| 東京日仏学院                           | 1951年 | 東京都新宿区       |                      |                            | 現・アンスティチュ・フランセ東京                             |
| 岡本太郎邸                             | 1953年 | 東京都港区         |                      |                            | 現・岡本太郎記念館                                           |
| 関西電力丸山発電所                     | 1954年 | 岐阜県八百津町     |                      |                            |                                                              |
| 東急会館                               | 1954年 | 東京都渋谷区       | 現存せず             |                            | 後に東急百貨店東横店西館                                     |
| 国際文化会館                           | 1955年 | 東京都港区         |                      | 日本建築学会賞、DOCOMOMO   | 前川國男・吉村順三と共同設計                                 |
| 東急文化会館                           | 1957年 | 東京都渋谷区       | 現存せず             |                            | 後に渋谷ヒカリエ                                             |
| 南海会館                               | 1957年 | 大阪府大阪市中央区 | 現存せず             |                            |                                                              |
| 羽島市庁舎（旧本庁舎）                 | 1959年 | 岐阜県羽島市       |                      | 日本建築学会賞、DOCOMOMO   | 2021年の新庁舎完成により財産区分が「用途廃止」となっている。 |
| シルクセンター国際貿易観光会館         | 1959年 | 神奈川県横浜市     |                      |                            |                                                              |
| 上野市公民館                           | 1960年 | 三重県伊賀市       | 現存せず             |                            |                                                              |
| 塩野義製薬中央研究所                   | 1961年 | 大阪府大阪市福島区 | 現存せず             |                            |                                                              |
| 西条市体育館                           | 1961年 | 愛媛県西条市       | 現存せず             |                            |                                                              |
| 呉市庁舎                               | 1962年 | 広島県呉市         | 現存せず             |                            |                                                              |
| 東洋レーヨン基礎研究所                 | 1962年 | 神奈川県鎌倉市     |                      |                            | 現・東レ基礎研究所                                           |
| 中産連ビル本館                         | 1963年 | 愛知県名古屋市     |                      | DOCOMOMO                   |                                                              |
| 羽島市勤労青少年ホーム                 | 1963年 | 岐阜県羽島市       | 現存せず             |                            |                                                              |
| 佐賀県体育館                           | 1963年 | 佐賀県佐賀市       |                      |                            | 現・市村記念体育館                                           |
| 大阪府立阪南高等学校                   | 1963年 | 大阪府大阪市       |                      |                            |                                                              |
| 上野市庁舎                             | 1964年 | 三重県伊賀市       | 南庁舎のみ現存       | DOCOMOMO、市指定有形文化財 | 現「旧上野市庁舎 SAKAKURA BASE」                             |
| 三重県上野総合庁舎                     | 1964年 | 三重県伊賀市       | 現存せず             |                            | 後に伊賀市庁舎                                               |
| 枚岡市庁舎                             | 1964年 | 大阪府東大阪市     | 現存せず             |                            | 後に東大阪市旭町庁舎                                         |
| 芦屋市民センター 市民会館本館          | 1964年 | 兵庫県芦屋市       |                      | 1998年日本建築家協会25年賞 |                                                              |
| ホテル三愛                             | 1964年 | 北海道札幌市       |                      |                            | 現・札幌パークホテル                                         |
| 岩手放送会館                           | 1964年 | 岩手県盛岡市       |                      |                            | 現・IBC岩手放送会館                                          |
| 天童木工東京支店                       | 1964年 | 東京都港区         |                      |                            |                                                              |
| 東京近鉄ビル                           | 1965年 | 東京都千代田区     | 現存せず             |                            |                                                              |
| 神奈川県立近代美術館鎌倉館新館         | 1966年 | 神奈川県鎌倉市     | 現存せず             |                            |                                                              |
| 神奈川県庁新庁舎                       | 1966年 | 神奈川県横浜市     |                      |                            |                                                              |
| 新宿駅西口広場                         | 1966年 | 東京都新宿区       | 現存せず(通路へ変更) | 日本建築学会賞・DOCOMOMO   |                                                              |
| 名古屋近鉄ビル                         | 1966年 | 愛知県名古屋市     |                      |                            |                                                              |
| 小田急電鉄新宿駅西口本屋ビル           | 1967年 | 東京都新宿区       | 現存せず             |                            | 後に小田急百貨店本店                                         |
| 岐阜市民会館                           | 1967年 | 岐阜県岐阜市       |                      |                            |                                                              |
| 山口県立山口博物館                     | 1967年 | 山口県山口市       |                      |                            |                                                              |
| 旧大阪府立総合青少年野外活動センター   | 1967年 | 大阪府能勢町       |                      | 日本建築学会賞             |                                                              |
| 駐仏日本大使公邸                       | 1967年 | フランス・パリ     |                      |                            |                                                              |
| 羽島市民会館                           | 1968年 | 岐阜県羽島市       |                      |                            |                                                              |
| 芦屋市民センター 市民会館ルナ・ホール  | 1969年 | 兵庫県芦屋市       |                      |                            |                                                              |
| タイ国文部省職業教育学校・日本人学校   | 1969年 | タイ               | 一部現存せず         |                            |                                                              |
| 近鉄賢島カンツリークラブ・クラブハウス | 1969年 | 三重県志摩市       |                      |                            |                                                              |
| 大阪万国博覧会電力館                   | 1970年 | 大阪府吹田市       | 現存せず             |                            |                                                              |
| 奈良近鉄ビル                           | 1970年 | 奈良県奈良市       | 外装は大幅に改修済み |                            |                                                              |
| 国鉄渋谷駅西口ビル                     | 1970年 | 東京都渋谷区       | 現存せず             |                            | 後に東急百貨店東横店南館                                     |
| 宮崎県総合博物館                       | 1971年 | 宮崎県宮崎市       |                      |                            |                                                              |
| ホテルパシフィック東京                 | 1971年 | 東京都港区         | 現存せず             |                            | 後にSHINAGAWA GOOS                                           |

## 著書・訳書
- 『選択・伝統・創造　日本芸術との接触』シャルロット・ペリアンとの共著、小山書店、1941年
- ル・コルビュジエ 『輝く都市』丸善、1956年。鹿島出版会「SD選書」、1968年

## 伝記
- 『大きな声　建築家坂倉準三の生涯』鹿島出版会、新装版2009年
- 『建築家坂倉準三　モダニズムを生きる』神奈川県立近代美術館編、2010年
- 松隈洋『坂倉準三とはだれか』王国社、2011年
- 松隈洋『建築家・坂倉準三 「輝く都市」をめざして』青幻舎、2021年

## ドキュメンタリー
- 日曜美術館「戦後新宿・渋谷をつくった建築家 坂倉準三」（2024年1月21日、NHK Eテレ）[9]